# Fondazione tedesca per l'Himalaya
La Fondazione tedesca per l'Himalaya  (abbreviazione: DHS, in tedesco  Deutsche Himalaja-Stiftung)  è stata un'associazione fondata da alpinisti nel 1936 con sede a Monaco di Baviera e attiva fino al 1939.  Gli obiettivi erano di raccogliere fondi, accrescere le conoscenze della regione asiatica, acquisire le competenze tecniche alpinistiche per esplorare il territorio dell'Himalaya, in particolare organizzare ed eseguire la prima scalata della "montagna del destino dei tedeschi", il Nanga Parbat, la nona montagna più alta della Terra

## Storia

### Impegno politico
Il primo direttore della fondazione fu Fritz Bechtold, ma il suo fondatore l'alpinista Paul Bauer ne gestiva l'agenda dietro le quinte. L'organizzazione, sostenuta politicamente dal Partito Nazionalsocialista Tedesco dei Lavoratori (NSDAP), aveva lo scopo di ottenere il monopolio sulle spedizioni alpinistiche tedesche nell'Himalaya già a partire dal 1934 quando Paul Bauer fu nominato capo dell' "Ufficio specializzato per l'alpinismo e l'escursionismo" nell'Associazione per l'esercizio fisico del Reich tedesco. La Fondazione tedesca per l'Himalaya fu quindi uno strumento di propaganda che non solo realizzò titoli giornalistici e pubblicazioni scenografiche sulle spedizioni, ma rese popolare anche l'allenamento fisico in vista della guerra imminente. Un altro aspetto ideologico dei governanti nazionalsocialisti era lo studio delle presunte "radici germaniche" del popolo montano Hunzukuc nell'Himalaya.
Nonostante le sue tendenze nazionalsocialiste, Bauer mantenne una posizione coerente nella selezione dei gruppi della sua spedizione. Ciò che contava tra gli sportivi, oltre la tecnica, erano le amicizie e le collaborazioni solide e durature. Egli rifiutò gli alpini dal carattere eccentrico e i protetti di importanti figure del nazionalsocialismo. Ad esempio, Karl Wien, da lui molto stimato, non era né membro del Partito Nazionalsocialista Tedesco dei Lavoratori (NSDAP) né di una delle sue sotto-organizzazioni.

### Rivalità tra compagni di montagna
Lo slogan "incrollabile ed eroico cameratismo montano", spesso diffuso nella letteratura sulle spedizioni degli anni '30 e '40 nacque per mascherare la discordia e il risentimento all'interno del gruppo. Egoismo, rivalità, vanità e intrighi trasformarono la Fondazione tedesca per l'Himalaya in un circolo ermetico che reclutava membri dall'Associazione Accademica Alpina di Monaco di Baviera. Gli "outsider", come la “star dello sport” Willo Welzenbach o più tardi il “vagabondo di montagna” Hans Ertl, venivano guardati con estrema riservatezza e distanza.
Questa rivalità divenne particolarmente evidente dopo la spedizione tedesca al Nanga Parbat del 1934 quando fu convocata una corte d'onore alpina contro gli unici due sopravvissuti a questa tragedia, Peter Aschenbrenner ed Erwin Schneider. Lo scopo di questo procedimento disciplinare era di chiarire la questione se i due alpinisti avessero violato il loro dovere di assistenza abbandonando gli altri membri della spedizione al loro destino. Questo processo fu il risultato dell'animosità tra un gruppo vicino al Club alpino tedesco e l'altro alla Fondazione himalayana.
Grazie all'importanza politica di Bauer, la fondazione prese presto il sopravvento e decise quali spedizioni avrebbero avuto accesso prioritario all'Himalaya.

### Spedizioni
Nel 1937 iniziò la spedizione tedesca al Nanga Parbat sotto la guida di Karl Wien. La squadra comprendeva anche Günther Hepp, Adolf Göttner, Martin Pfeffer, Hans Hartmann, Rupert Fankhauser, Ulrich Cameron Luft e Peter Müllritter, che avevano già preso parte alla spedizione tedesca sul Nanga Parbat nel 1934.  La notte del 15 giugno, sette alpinisti e nove portatori d'alta quota furono sepolti da una valanga di ghiaccio nel campo IV sul fianco del Rakhiot Peak e morirono. L'unico sopravvissuto a questo dramma in montagna fu Ulrich Cameron Luft, che in quel momento non si trovava nel campo.  La propaganda tedesca e le rivalità tra gli alpinisti avevano aumentato la pressione psicologica nei partecipanti che per avere successo nell'impresa si spinsero a compiere scelte tecniche azzardate e non condivise. Bauer organizzò immediatamente una spedizione di soccorso che giunse al Nanga Parbat dopo sole tre settimane.  I timori che nessuno fosse sopravvissuto a questo dramma trovarono conferma. Di conseguenza sulla stampa tedesca vennero pubblicati diversi necrologi a tutta pagina ancor prima di trovare i corpi, scritti da Peter Aufschnaiter, direttore generale della Fondazione tedesca per l'Himalaya.
Il secondo tentativo di scalare la vetta del Nanga Parbat ebbe luogo nel 1938. Con l'ausilio di un aereo Junkers Ju 52, la spedizione organizzata secondo le più moderne tecnologie e dotata perfino di comunicazioni radio, avrebbe dovuto gestire il trasporto dei carichi verso gli accampamenti in quota. Il percorso attraversava nuovamente il fianco del Rakhiot Peak. Gli alpinisti riuscirono a salire fino al Mohrenkopf, dove trovarono i corpi di Willy Merkl e dello sherpa Gyali, morti in un incidente durante la spedizione del 1934.  Tuttavia, un ulteriore avanzamento fu impossibile a causa delle avverse condizioni meteorologiche e permise solo di raggiungere un'altitudine di 7.300 m prima del ritiro della spedizione.
All'inizio del 1939 fu formato un gruppo di perlustrazione per ispezionare e scalare il fianco Rupal del Nanga Parbat ma non la vetta. La squadra era composta da Heinrich Harrer, Peter Aufschnaiter, Hans Lobenhofer e Ludwig Chicken. Mentre la squadra stava per tornare in patria attraverso il porto di Karachi, scoppiò la seconda guerra mondiale e tutti i partecipanti vennero successivamente catturati dalle autorità britanniche il 3 settembre 1939 e trasferiti nel campo di internamento indiano di Dehradun. Aufschnaiter e Harrer riuscirono a fuggire e giunsero alla corte del Dalai Lama a Lhasa. Harrer raccontò in seguito le sue esperienze nel libro "Sette anni in Tibet". La Fondazione cessò l'attività con lo scoppio della seconda guerra mondiale e non fu più ricostituita dopo la sconfitta militare della Germania nazista del 1945.